# Appel public à l'épargne
En droit des valeurs mobilières et en comptabilité financière, l'appel public à l'épargne est le choix d'une entreprise de faire appel au public pour se financer. Un tel choix entraîne l'application du régime réglementaire des autorités en valeurs mobilières, lequel est établi dans le but de protéger le public et d'éviter les fraudes. Les sociétés qui refusent le financement du public sont dites sociétés à capital fermé.    

## Droit par pays

### Droit américain
Les blue sky laws  sont des lois des États des États-Unis qui réglementent l'offre et la vente de titres ostensiblement pour protéger le public contre la fraude. Aujourd'hui, les lois blue sky de 40 des 50 États sont calquées sur la  Uniform Securities Act de 1956.

### Droit canadien
Les provinces canadiennes réglementent l'appel public à l'épargne au moyen de lois sur les valeurs mobilières. Lorsqu'une société est assujettie à une loi provinciale sur les valeurs mobilières, elle est soumise à des obligations d'information continue et à l'obligation de communiquer tout fait important aux investisseurs. Ce régime implique notamment la publication d'un prospectus aux personnes susceptibles d'investir dans la société.  En droit québécois, le règlement 45-106 sur les dispenses de prospectus énonce les règles qui permettent aux entreprises d'obtenir une dispense d'émetteur fermé.

### Droit français
L'offre au public de titres financiers, anciennement nommée appel public à l'épargne ou APE, est une notion de droit financier qui vise à différencier les sociétés et qui sert à imposer à celles qui font appel public à l'épargne certaines obligations spécifiques visant à protéger ou informer le public.